# Álvaro Mejía (atleta)
Álvaro Mejía Flórez (Medellin, 15 maggio 1940 – Bogotà, 12 gennaio 2021) è stato un atleta colombiano.
Ha partecipato ai Giochi di Tokyo 1964, Città del Messico 1968 e di Monaco di Baviera 1972, gareggiando rispettivamente nei 5000m, 10000m e la maratona.
Ha vinto 1 bronzo nei 10000m ai Giochi panamericani del 1971.